# Giant Sparrow
Giant Sparrow est une entreprise américaine concevant des jeux vidéo indépendants et basée à Santa Monica, en Californie. Elle est dirigée par le directeur créatif Ian Dallas.
Elle est connue pour ses deux jeux d'aventure The Unfinished Swan (2012) et What Remains of Edith Finch (2017), ce dernier recevant notamment le Game Award de la meilleure narration.
Le studio est accompagné par l'éditeur Annapurna Interactive, une filiale d'Annapurna Pictures.

## Historique
Giant Sparrow est fondé par le jeune concepteur Ian Dallas dans le cadre d'un programme d'incubation avec le studio de jeux vidéo vétéran Santa Monica Studio, un des studios appartenant à Sony auquel l'éditeur de jeux vidéo japonais confie la tâche, en plus de travailler sur des jeux AAA, d'accompagner des jeux indépendant plus modestes et intimistes. The Unfinished Swan, premier projet d'Ian Dallas en sortant de ses études, fait ainsi partie du lot,. Par la suite, dans un transfert à sens inverse, certains développeurs de Santa Monica Studio quitteront le studio de Sony pour rejoindre Giant Sparrow.
Tout comme thatgamecompany (flOw, Flower, Journey), Giant Sparrow est alors contractuellement affilié à Sony pour le développement de trois jeux vidéo, dont The Unfinished Swan est le premier. Lors du développement de What Remains of Edith Finch, au milieu des années 2010, Sony passe cependant la main à l'éditeur Annapurna Interactive. À l'époque, le studio comporte 15 employés.
En 2022, certains développeurs de What Remains of Edith Finch quittent Giant Sparrow pour fonder un studio nommé Gardens.
À date d'octobre 2024, le studio ne compte plus que trois employés.

## Jeux
The Unfinished Swan est un jeu qui se déroule dans un monde fantasque et vide, dans lequel le joueur, un garçon nommé Monroe, poursuit un cygne qui s'est échappé d'un tableau. Dans un environnement intégralement blanc et aveuglant, le joueur doit jeter de la peinture noire autour de lui pour révéler les décors et progresser sur son chemin. Le jeu est sorti sur PlayStation 3 le 23 octobre 2012, puis sur PlayStation 4 et Vita,.
What Remains of Edith Finch est un jeu d'aventure narratif à la première personne. Il sort sur les plateformes Microsoft Windows et PlayStation 4 le 25 avril 2017. Le 7 décembre 2017, il reçoit le prix de la meilleure narration de jeu vidéo 2017 lors de la cérémonie des Game Awards.
Giant Sparrow annonce par la suite travailler sur un troisième jeu au titre non dévoilé, « axé sur la beauté enchanteresse de la locomotion animale ». Démarré vers 2021, le prototype propose une collection d'histoires courtes, comme What Remains of Edith Finch, et s'inspire des documentaires de David Attenborough et du film d'animation Le Voyage de Chihiro.
| An   | Titre                       | Plateformes                                                       |
| ---- | --------------------------- | ----------------------------------------------------------------- |
| 2012 | The Unfinished Swan         | PlayStation 3, PlayStation 4, PlayStation Vita, Microsoft Windows |
| 2017 | What Remains of Edith Finch | PlayStation 4, Microsoft Windows, Xbox One, Nintendo Switch, iOS  |